# ビスカヤ方言

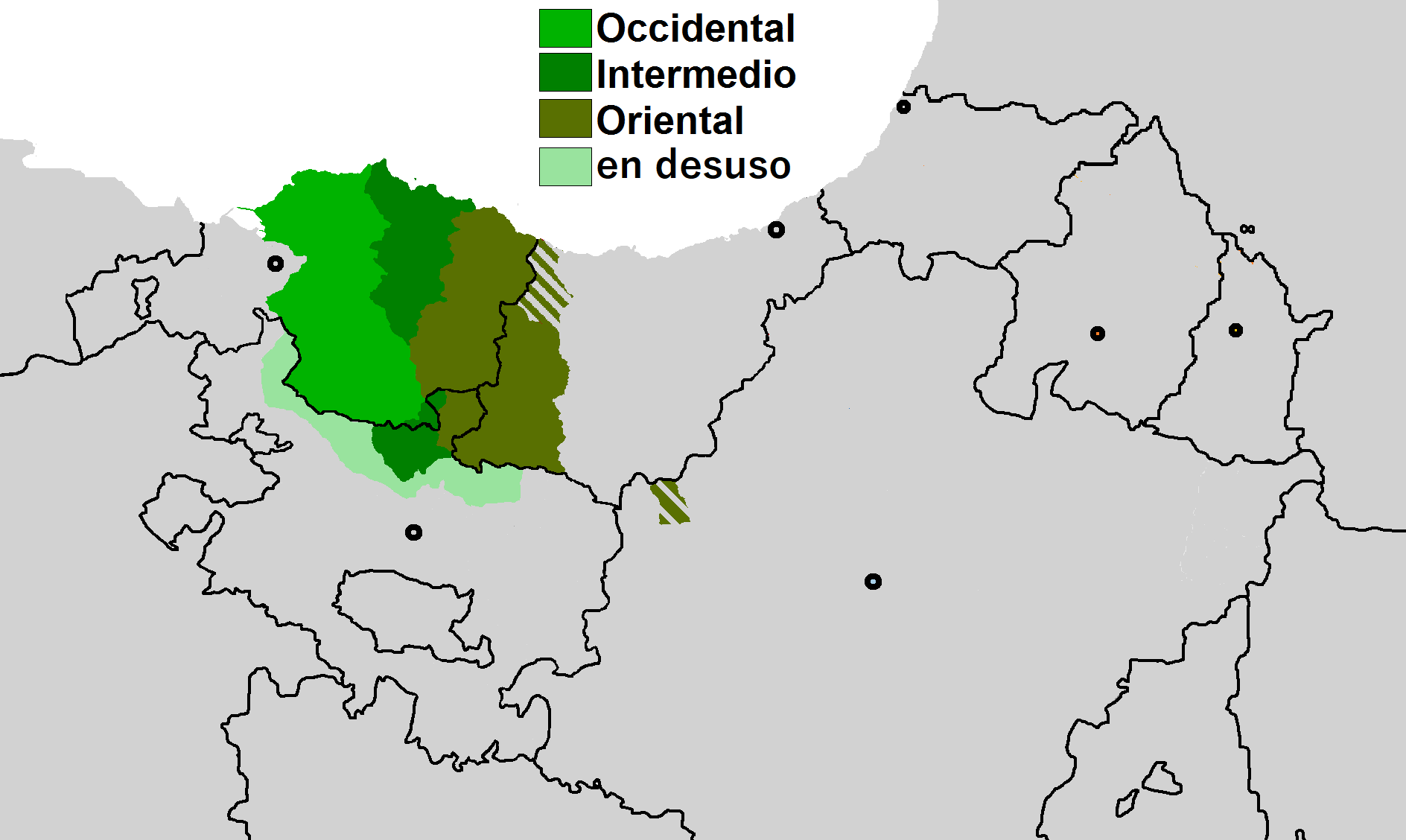

バスク語ビスカヤ方言は、バスク州のビスカヤ県を中心に、ギプスコア県のデバ川流域、アラバ県のアラマヨ、レグティオなどで話されているバスク語の方言である。Mendebaleko euskara（西部バスク語）とも呼ばれる。
ビスカヤ県ブストゥリアルデアを境に西部方言と東部方言に分かれる。

## 特徴

### 音声
-a で終わる語に単数定冠詞 a が後接した場合に、-a + a > -ea となる変化が起きている。たとえば、taberna + a > tabernea〔食堂〕など。さらに、地域によっては -ea から -e（taberne）、-ia（tabernia）、-ie（tabernie）、-i（taberní）といった形が生じた。この変化は場所格をのぞく全ての格に見られるが、複数形には見られない。
この変化の後で、語末の -e が -a になる変化が起きた。たとえば、andre > andra〔婦人〕など。これは、たとえば tabernea が taberna + a であることからの類推によって、もともとは andre + a である andrea も、andra + a と解釈されるようになったためと考えられる。
s と z が s に合流し、ts と tz は tz に合流した。たとえば、hasi〔始める〕と hazi〔育てる〕はいずれも asi となり、hots〔音〕と hotz〔寒い〕はいずれも otz となった。

### 名詞
共格として -ekin ではなく -gaz/-kaz（それぞれ単数形と複数形）が用いられる。たとえば alabeagaz/alabakaz（共通バスク語では alabarekin/alabekin〔娘（たち）と〕）。

### 動詞
*edun 〔持つ、他動詞の助動詞〕の語根として、現在形では -o-（三人称では -au-）が用いられる。たとえば dot（共通バスク語では dut〔絶対格三人称単数・能格一人称単数・直説法現在形〕、dau（共通バスク語では du〔絶対格三人称単数・能格三人称単数・直説法現在形〕。また、過去形では -eu- が用いられる。たとえば neuan（共通バスク語では nuen〔絶対格三人称単数・能格一人称単数・直説法過去形〕。
絶対格・能格・与格と一致する助動詞として eutsi〔つかむ〕が用いられる。たとえば deustezu（共通バスク語では didazu〔絶対格三人称単数・能格二人称単数・与格一人称単数・直説法現在形〕）など。
可能法・接続法・命令法の助動詞として egin〔する〕が用いられる。たとえば artu leiket（共通バスク語では har dezaket〔hartu〔取る〕の絶対格三人称単数・能格一人称単数・可能法現在形〕、artu daigun（共通バスク語では har dezagun〔hartu の絶対格三人称単数・能格一人称複数・接続法現在形）、artixu（共通バスク語では har ezazu〔hartu の絶対格三人称単数・能格二人称単数・命令法〕。